# Ghost (album)
GHOST è il primo album del gruppo musicale italiano GHOST, pubblicato il 31 maggio 2007.

## Tracce
1. Farfallina
2. Alza le tue mani
3. Angie
4. Solo in mezzo ai guai
5. Dove sei
6. Non ascoltatelo mai
7. Sei il mio sole
8. Aveva perso la testa
9. Il soffio del vento
10. Senza le tue regole
11. 11 settembre
12. Come Together (The Beates cover)